# Aldina berryi
Aldina berryi là một loài thực vật có hoa trong họ Đậu. Loài này được Cowan & Steyerm. miêu tả khoa học đầu tiên.